# Mistrzostwa Świata w Szermierce 2014
Mistrzostwa Świata w Szermierce 2014 – 76. edycja mistrzostw odbyła się w obiekcie Tennis Academy w Kazaniu.

## Klasyfikacja medalowa
| Lp. | Państwo                                | złoto | srebro | brąz | Razem |
| --- | -------------------------------------- | ----- | ------ | ---- | ----- |
| 1   | Włochy · Rosja                         | 3     | 1      | 4    | 8     |
| 3   | Francja                                | 3     | 1      | 3    | 7     |
| 4   | Niemcy · Stany Zjednoczone             | 1     | 1      | -    | 2     |
| 6   | Ukraina                                | 1     | -      | 2    | 3     |
| 7   | Korea Południowa                       | -     | 4      | -    | 4     |
| 8   | Chiny                                  | -     | 2      | -    | 2     |
| 9   | Estonia                                | -     | 1      | 1    | 2     |
| 10  | Węgry · Rumunia · Szwajcaria · Tunezja | -     | -      | 1    | 1     |

## Medaliści

### Mężczyźni
| Złoto                                                                             | Srebro                                                                                | Brąz                                                                          |
| Floret                                                                            |                                                                                       |                                                                               |
| Aleksiej Czeriemisinow                                                            | Ma Jianfei                                                                            | Enzo Lefort Timur Safin                                                       |
| Francja · Enzo Lefort · Erwann Le Péchoux · Julien Mertine · Vincent Simon        | Chiny · Chen Haiwei · Lei Sheng · Ma Jianfei · Shi Jialuo                             | Włochy · Valerio Aspromonte · Giorgio Avola · Andrea Baldini · Andrea Cassarà |
| Szpada                                                                            |                                                                                       |                                                                               |
| Ulrich Robeiri                                                                    | Park Kyoung-doo                                                                       | Gauthier Grumier Enrico Garozzo                                               |
| Francja · Gauthier Grumier · Daniel Jérent · Jean-Michel Lucenay · Ulrich Robeiri | Korea Południowa · Jung Jin-sun · Kweon Young-jun · Park Kyoung-doo · Park Sang-young | Szwajcaria · Peer Borsky · Max Heinzer · Fabian Kauter · Benjamin Steffen     |
| Szabla                                                                            |                                                                                       |                                                                               |
| Nikołaj Kowalow                                                                   | Gu Bon-gil                                                                            | Tiberiu Dolniceanu Aleksiej Jakimienko                                        |
| Niemcy · Max Hartung · Nicolas Limbach · Matyas Szabo · Benedikt Wagner           | Korea Południowa · Gu Bon-gil · Kim Jung-hwan · Oh Eun-seok · Won Woo-young           | Węgry · Tamás Decsi · Csanád Gémesi · András Szatmári · Áron Szilágyi         |

### Kobiety
| Złoto                                                                                          | Srebro                                                                                 | Brąz                                                                                      |
| Floret                                                                                         |                                                                                        |                                                                                           |
| Arianna Errigo                                                                                 | Martina Batini                                                                         | Inès Boubakri Valentina Vezzali                                                           |
| Włochy · Martina Batini · Elisa Di Francisca · Arianna Errigo · Valentina Vezzali              | Rosja · Julija Biriukowa · Inna Dierigłazowa · Łarisa Korobiejnikowa · Diana Jakowlewa | Francja · Astrid Guyart · Corinne Maîtrejean · Ysaora Thibus · Gaëlle Gebet               |
| Szpada                                                                                         |                                                                                        |                                                                                           |
| Rossella Fiamingo                                                                              | Britta Heidemann                                                                       | Jana Szemiakina Erika Kirpu                                                               |
| Rosja · Tatjana Gudkowa · Wioletta Kołobowa · Lubow Szutowa · Jana Zwieriewa                   | Estonia · Julia Beljajeva · Irina Embrich · Erika Kirpu · Kristina Kuusk               | Włochy · Bianca Del Carretto · Rossella Fiamingo · Francesca Quondamcarlo · Mara Navarria |
| Szabla                                                                                         |                                                                                        |                                                                                           |
| Olha Charłan                                                                                   | Mariel Zagunis                                                                         | Jana Jegorian Jekatierina Djaczenko                                                       |
| Stany Zjednoczone · Ibtihaj Muhammad · Anne-Elizabeth Stone · Dagmara Wozniak · Mariel Zagunis | Francja · Cécilia Berder · Saoussen Boudiaf · Manon Brunet · Charlotte Lembach         | Ukraina · Olha Charłan · Ołena Krawaćka · Ołena Woronina · Olha Żownir                    |